# Alaska Airlines Arena at Hec Edmundson Pavilion
Der Alaska Airlines Arena at Hec Edmundson Pavilion ist eine Mehrzweckhalle auf dem Campus der University of Washington in der US-amerikanischen Stadt Seattle im Bundesstaat Washington. Sie ist die Sportstätte der Washington Huskies (Pacific-12 Conference) in den NCAA-College-Sportarten Basketball (Frauen und Männer), Volleyball (Frauen) und Kunstturnen (Frauen). 2019 trug die Frauen-Basketballmannschaft der Seattle Storm aus der Women’s National Basketball Association (WNBA) ihre Partien im Hec Ed aus.

## Geschichte
Die von Bebb and Gould entworfene Halle wurde 1927 direkt neben dem Husky Stadium, dem Football-Stadion der Universität, für 600.000 US-Dollar errichtet. Nach dem Baubeginn am 29. März des Jahres konnte die Sporthalle am 27. Dezember 1927 unter dem Namen University of Washington Pavilion eröffnet werden. 1948 wurde die Sportarena nach Clarence S. „Hec“ Edmundson (1886–1964) benannt und hieß fortan Hec Edmundson Pavilion. Der Olympiateilnehmer von 1912 war von 1920 bis 1947 Coach der Footballmannschaft der Huskies. Von 1920 bis 1954 war er auch für die Leichtathletikabteilung verantwortlich.
In den Jahren 1971, 1980 und 1987 trug das Basketballteam der Seattle SuperSonics aus der NBA einige Partien im Hec Edmundson Pavilion aus. Sechs Spiele der Saison 1970/71 fanden in der Universitätshalle statt. 1980 war der Kingdome durch die Seattle Mariners belegt und die Sonics mussten zwei Play-off-Begegnungen gegen die Los Angeles Lakers im Ed Hec austragen. Beide Spiele gingen verloren. 1987 war das Seattle Center Coliseum und der Kingdome mit anderen Veranstaltungen ausgelastet und die Seattle SuperSonics besiegten im Pavilion in zwei Play-off-Spielen die Dallas Mavericks und zogen in die nächste Runde ein. 1990 war Hec Ed einer der Austragungsorte der Goodwill Games in Seattle. Für die dort stattfindenden Volleyballpartien erhielt die Halle einen neuen Boden.
Von März 1999 bis November 2000 wurde der über 70 Jahre alte Hec Edmundson Pavilion umfangreich für 43 Mio. US-Dollar renoviert und von 7.900 auf 10.000 Plätze erweitert. Für den Entwurf war LMN Architects verantwortlich. Dabei wurden u. a. die 20 sichtbehindernden Stützen auf dem Oberrang entfernt und durch zwei 223 ft (ca. 68 Meter) lange Dachbinder ersetzt. Sie werden durch dreibeinige Stützen in den vier Hallenecken getragen. In der Ostecke wurde eine Trainingshalle errichtet. Das Spielfeld verlegte man um 50 ft (rund 15 m) nach Westen. Die 1967 für Konzerte installierte Akustikdecke wurde entfernt und die ursprüngliche, historische Decke kam zum Vorschein. Des Weiteren wurden die sechs Bogenfenster an der Westseite freigelegt. Sie waren für Spiele bei Tageslicht mit dunklem Glas bestückt. Für die Sportler wurden die Mannschafts- und Videoräume sowie die Umkleideräume neu gestaltet.
Mit der Wiedereröffnung im November 2000 erhielt die Arena mit 130.000 sq ft (etwa 12.077 m²) Fläche ihren ersten Sponsorennamen. Die Bank of America mit Sitz in Charlotte, North Carolina, wurde für zehn Jahre und fünf Mio. US-Dollar Namensgeber und der Hec Ed trug den vollen Namen Bank of America Arena at Hec Edmundson Pavilion. Nach Ablauf der Vereinbarung wurde im Januar 2011 ein neuer Vertrag mit der Fluggesellschaft Alaska Airlines aus SeaTac, Metropolregion Seattle, über fünf Jahre mit einem jährlichen, finanziellen Umfang von 700.000 US-Dollar ausgehandelt. Mit dem neuen Sponsor erhielt die Halle den Namen Alaska Airlines Arena at Hec Edmundson Pavilion.
Nachdem die Volleyballerinnen das Final Four im NCAA Division I Women’s Volleyball Tournament 2013 erreichten, erhielt im September 2014 das Spielfeld einen neuen Belag. Die Hartholzunterlage bekam einen Belag aus Taraflex, ein aufgeschäumtes Material aus Vinyl mit einer Dicke von 7 mm. Insgesamt wurden 30 Bögen Taraflex verlegt. Der neue Boden erzeugt weniger Reibung und dämpft den Aufprall, wenn die Spielerinnen nach den Bällen tauchen. Die Kosten wurden durch Spenden gedeckt.
2019 wird die Frauen-Basketballmannschaft der Seattle Storm (WNBA) ihre Saisonspiele im Alaska Airlines Arena austragen. Der Grund für den temporären Umzug ist die Renovierung der KeyArena, Heimspielstätte der Storm. Sie soll zwei Jahre dauern und 700 Mio. US-Dollar kosten.

## Galerie

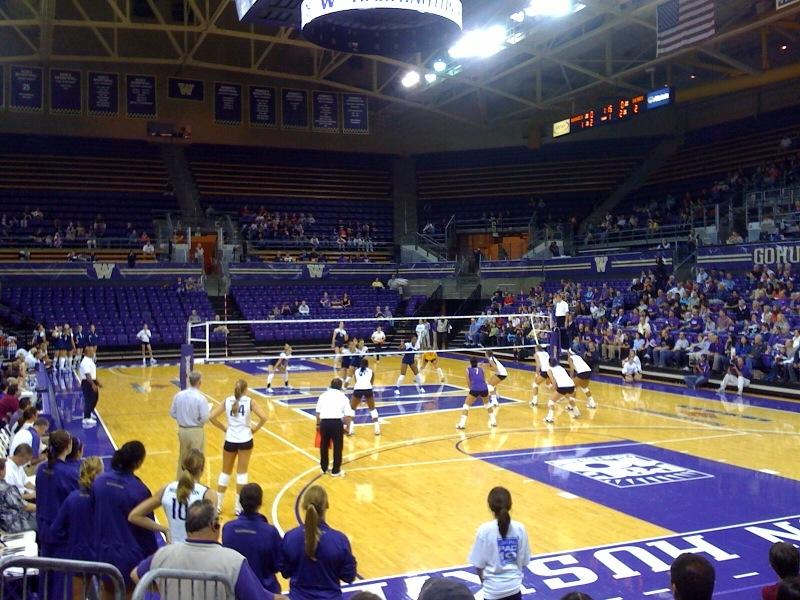
Volleyballspiel der Washington Huskies gegen die California Golden Bears am 3. Oktober 2008